# Roland Duchâtelet
Pour les articles homonymes, voir Duchâtelet.
Roland Duchâtelet, né le 14 novembre 1946 à Merksem, d'un père liégeois et d'une mère limbourgeoise, est un homme politique belge, membre du OpenVLD.

## Biographie
Il est ingénieur civil en électronique (KUL) et entrepreneur.
Il est le fondateur du parti politique Vivant, dont le programme politique est construit quasi-uniquement autour de l'idée de l'allocation universelle.
Avec une fortune personnelle évaluée à 748,2 millions d’euros, il occupe la 15e place des plus grosses fortunes de Belgique en 2013,. Il a construit sa fortune grâce  
à ses sociétés dans le secteur des circuits intégrés, Melexis et X-Fab.

## Dirigeant de club de football

### K Saint-Trond VV
Parallèlement à ses activités industrielles et politiques, Roland Duchâtelet est le président de la formation flamande K Saint-Trond VV jusqu'au 23 juin 2011 où il prend en charge la présidence du Standard de Liège. Son épouse est toujours propriétaire des installations du Stayenveld. Le 15 novembre 2017, Roland Duchâtelet vend ses parts à la société Japonaise DMM.com. 

### Standard de Liège
Le 23 juin 2011, il rachète 100 % des parts du club wallon Standard de Liège, et en devient ainsi le président, en tant qu'actionnaire unique, prenant la succession de Luciano D'Onofrio. Il démissionne dans la foulée de ses fonctions au sein du club de Saint-Trond VV.
Le 1er juillet 2013, il annonce vouloir « remettre » le club à la suite de plusieurs incidents. 
Le 24 juin 2015, il finit par céder ses parts à son vice-président Bruno Venanzi (cofondateur de Lampiris) qui devient président.

### Carl Zeiss Jena
Après Saint-Trond VV,  et le Standard de Liège, Roland Duchâtelet acquiert le club de D4 allemande Carl Zeiss Jena en décembre 2013.

### Charlton Athletic et AD Alcorcón
En janvier 2014, il fait l'acquisition du club de D2 anglaise Charlton Athletic ainsi que celle du club de D2 espagnole AD Alcorcón
Un an et demi plus tard, son investissement anglais commence à porter ses fruits, par la vente de Joe Gomez pour l'équivalent de 4,89 millions d'euros au FC Liverpool. De plus, en tant que club formateur, un pourcentage sera perçu sur les futurs transferts du joueur jusqu'à la saison 2019-2020 incluse, celle de ses 23 ans.
Son statut d'homme politique, laisse également présager des activités dans les instances professionnelles (syndicats de clubs) ou internationales (UEFA).
Il est également le père de Roderick Duchâtelet qui n'est autre que le président depuis octobre 2011 de l'Ùjpest FC, club de D1 hongroise. Mais en mars 2014, la Galaxie Duchâtelet s’effrite quelque peu à la suite des problèmes financiers du club qui pousseront son fils à quitter la présidence.

## Fonctions politiques
- Il est le fondateur du parti politique Vivant (parti politique) créé en 1997.
- Du 21 décembre 2007 au 6 mai 2010 : sénateur élu direct, remplaçant Guy Verhofstadt